# Pierre Geoltrain
Pierre Geoltrain, né à Poissy le 6 août 1929 et mort à Paris 28 mai 2004 est un historien, marqué par la sémiotique greimassienne, spécialiste des premiers temps du christianisme, directeur d'études – origines du christianisme – à la Section des sciences religieuses de l'École pratique des hautes études (Paris), où il succéda à Oscar Cullmann, qui lui-même succédait à Maurice Goguel. Il travailla également un temps à l'Université de Strasbourg, et fut par ailleurs membre du Conseil de l'Institut protestant (Faculté de Paris).

## Biographie
Ainsi que le montrent ses publications et ses références, Pierre Geoltrain fut :
- marqué par les travaux linguistiques du structuraliste A. J. Greimas (EHESS/CNRS) – il a coopéré avec l'école sémiotique de Paris ;
- influencé par les travaux de Roland Barthes (EPHE, VIe section, Collège de France), et de Louis Marin (EHESS) ;
- il est aussi resté très attentif aux ouvertures, en philologie, de l'orientaliste André Dupont-Sommer (École biblique de Jérusalem, Collège de France, IVe section de l'EPHE) sur les écrits de la mer Morte (écrits de Qumrân), avec qui il a collaboré.

Il a initié, avec quelques autres chercheurs du CNRS et de l'EPHE (dont Jean-Claude Picard, CNRS, précocement décédé), les études sur les littératures apocryphes chrétiennes, participant à la création de l'Association (AELAC) et de la revue internationale Apocrypha qui en émanent. Il dirigé la publication de plusieurs ouvrages historiques dont, aux éditions Gallimard, l'édition des Écrits apocryphes chrétiens dans la Bibliothèque de la Pléiade et Aux origines du christianisme dans la collection Folio.
Il apparaît dans les séries Corpus Christi et L'Origine du christianisme de Jérôme Prieur et Gérard Mordillat, diffusées sur Arte.

## Publications

### Ouvrages
- Pierre Geoltrain et François Bovon (dir.), Écrits apocryphes chrétiens, vol. I : Sur Jésus et sur Marie, Gallimard, coll. « Bibliothèque de la Pléiade », 1997.
- Pierre Geoltrain et Jean-Daniel Kaestli (dir.), Écrits apocryphes chrétiens, vol. II, Paris, Gallimard, coll. « Bibliothèque de la Pléiade », 2005.
- Pierre Geoltrain, Aux origines du christianisme, Gallimard, coll. « Le Monde de la Bible », 2000.
- Pierre Geoltrain, David Flusser, Erich Lessing et Edward Schillebeeckx, Saint Paul, Hatier, 1980

### Articles
- « Le Roman pseudo-clémentin depuis les recherches d’Oscar Cullmann », dans Le Judéo-christianisme dans tous ses états, Actes du Colloque de Jérusalem 6-10 juillet 1998, Paris, Cerf, 2001, p. 31-38 ;
- « Cinquième livre d'Esdras », dans Écrits apocryphes chrétiens, op.cit., p. 633-651 ;
- « Sixième livre d'Esdras », dans Écrits apocryphes chrétiens op.cit., p. 653-670 ;
- « Le vol des ancêtres ou Comment procéder à une captation d'héritage », dans Annuaire de l'École Pratique des Hautes Études. Sciences religieuses 104, 1996, p. 17-32 ;
- « Lettre à Sarah. Sur la diversité des corpus », dans Cahiers bibliques de Foi et Vie no 29, 1990, p. 3-9.